# Parque Cemucam
Cemucam (Centro Municipal de Campismo) é um parque pertencente à Prefeitura de São Paulo, mas situado fora da área do município. É o único parque da cidade com essas características. Localizado no município de Cotia, a oeste da capital, é uma opção para passeios, churrascos ou piqueniques, caminhadas, lazer contemplativo e descanso.

## Características
O Cemucam foi criado em 1968 com a finalidade de divulgar o campismo e atender aos escoteiros. Foram identificadas aproximadamente 120 espécies de fauna, incluindo oito de borboletas, cinco de répteis, 92 de aves e 11 de mamíferos. Avifauna bastante diversificada incluindo tanto espécies florestais quanto de áreas abertas. O remanescente de Mata Atlântica fornece habitats para diversas espécies endêmicas deste bioma, bem como as ameaçadas de extinção - gavião-pega-macaco, araponga e cuíca "catita" (pequeno marsupial). Pica-paus, pombos silvestres, papagaios e periquitos, beija-flores, sabiás, papa-moscas (tiranídeos – pássaros da família do bem-te-vi), sanhaçus, saíras e saís consistem nos grupos de espécies melhor representados no parque. Reúne espécies com grande apelo ao observador de aves como cuiú-cuiú, tucano-de-bico-verde, joão-bobo, joão-barbudo, jacuaçu e, claro, as aves ameaçadas supracitadas. Ratos silvestres, caxinguelês, tapitis e cuícas são exemplos de mamíferos registrados. Há borboletas como a borboleta imperador turquesa com listras de tons topázio azul e safira sobre um fundo preto.
A vegetação é composta predominantemente por remanescentes de Mata Atlântica, eucaliptal, bosques heterogêneos, gramados e o Viveiro Harry Blossfeld, que produz espécies arbóreas e palmeiras para uso em São Paulo. Encontram-se espécies como açoita-cavalo-do-cerrado, angico, caá-açu, capixingui, cedro-rosa, embiruçu, fedegoso, guapuruvu, ingá-ferradura e jacarandá-paulista. Foram registradas 256 espécies, das quais a favinha-branca, a guabiroba-do-mato e o pau-brasil estão ameaçados.
A área do parque é de 904.691 m².

## Infraestrutura
O parque conta com estacionamento, quiosques com churrasqueiras, mesas, bancos, sanitários, bebedouros, campo de futebol,  quadra poliesportiva, circuito de mountain bike,  paraciclos, pista de Cooper, pista de caminhada, trilhas, playgrounds, gramado para piquenique e bosque, além do Viveiro Harry Blossfeld, especializado em produção de mudas de espécies arbóreas e palmáceas, que foi criado em fevereiro de 1969, pelo botânico Harry Blossfeld. Atualmente, o viveiro ocupa uma área de 665.000 m², distribuídos em depósito de mudas, estufins e sementeiras, quadras de formação e fragmento de Mata Atlântica, em parte remanescente e em parte implantado.

## Movimento contra a doação do parque para o município de Cotia
No dia de 16 abril de 2013, em reunião do Conselho de Desenvolvimento da Região Metropolitana de São Paulo, o prefeito da capital, Fernando Haddad, declarou que enviaria à Câmara Municipal um projeto de lei referente à doação da área do Cemucam ao vizinho município de Cotia. Em 1º de outubro de 2013, na Câmara Municipal de São Paulo, foi realizada uma audiência pública para discussão do projeto de doação da área. Segundo os representantes da Prefeitura da cidade, com a doação pretendia-se reduzir os gastos com a manutenção dos parques municipais. Vereadores presentes à audiência se manifestaram contrários à doação, assim como representantes de movimentos sociais, como Movimento em Defesa da Granja Viana), Transition Towns Granja Viana e a Rede Nossa São Paulo - segundo os quais o município de Cotia não teria condições de manter o parque.
Afinal a doação do Cemucam  não se concretizou. O parque continua a ser administrado pela Secretaria Municipal do Verde e Meio Ambiente da capital.